# Спорідненість тональностей
Спорідненість тональностей — співвідношення двох тональностей, що визначається кількістю і значенням спільних акордів (тобто тих, що складають звуки, спільні для обох тональностей). У мажоро-мінорній системі ладів Спорідненість тональностей має три ступені:
- Перший — тональності, де тонічні тризвуки належать до спільних акордів. Кожна тональність має шість тональностей першого ступеня спорідненості (дві — того ж ладу і чотири — протилежного; наприклад, для C-dur — G-dur, F-dur; d-moll, e-moll, a-moll, f-moll; для c-moll — g-moll. f-moll; Es-dur, As-dur, B-dur, G-dur).
- Другий ступінь спорідненості об'єднує тональності, в яких є хоча б один спільний тризвук (крім тонічного). Кожна тональність має 11 тональностей другого ступеня спорідненості (вісім — того ж ладу і три — протилежного; наприклад, для C-dur — B-dur, D-dur, Es-dur, As-dur, Des-dur, A-dur, E-dur, H-dur; g-moll, h-moll, b-moll).
- Третій ступінь спорідненості об'єднує тональності, що не мають жодного спільного тризвука. Кожна тональність має п'ять тональностей третього ступеня спорідненості (одну — того самого ладу і чотири — протилежного; наприклад, для C-dur — Fis—dur; fis-moll, cis-moll, gis-moll. dis-moll; для c-moll — fis-moll; Fis-dur, H-dur, E-dur, A-dur).

Викладену вище систематизацію спорідненості тональностей запропонував Римський-Корсаков і вон підходить для опису музики XVIII–XIX століть. Натомість в академічній музиці XX століття структура тональності змінилася; втративши колишні обмеження, вона багато в чому стала індивідуалізованою. Тому системи спорідненості тональностей, що стосуються музики минулого, не відображають різноманіття спорідненості тональностей сучасної музики.

Фрагмент з симфонічної казки С. Прокоф'єва «Петя і вовк», з нетиповим співвідношенням тональностей

Наприклад, якщо в тональності h-moll є гармонії V низькою і II низькою ступенів (з осн. тонами f і с), то завдяки цьому до h-moll може виявитися близькоспорідненою тональність f-moll (див. 2-у частину 9-ї симфонії Шостаковича). У темі мисливців (Des-dur) з симф. казки С. С. Прокоф'єва «Петя і вовк» внаслідок індивідуалізованої структури тональності (у ній дані тільки I ступінь і «Прокоф'євська домінанта» — VII висока) тоніка півтонів нижче (C-dur) виявляється багато ближчою, ніж традиційна домінанта V ступеня (As-dur), гармонія до-рій в темі не з'являється жодного разу.